# Piroxikám
A piroxikám egy nem-szteroid gyulladáscsökkentő gyógyszer, melyet rheumatoid arthritis, osteoarthritis, és dysmenorrhoea kezelésére használnak. Fájdalomcsillapító hatása van, főként gyulladásos helyeken. 

## Hatásmechanizmus
A piroxikám egy NSAID nem szelektív  COX-gátló, melynek fájdalom- és lázcsillapító hatása is van. Részt vesz az  entero-hepatikus körforgásban. 

## Mellékhatások
A piroxikám  okozhat gasztrointesztinális károsodást, tinnitust, szédülést, fejfájást, kiütést és pruritust. A legsúlyosabb mellékhatása a pepitkus fekély kialakulása és a gyomor-bél rendszeri vérzés.

## Készítmények
- Brexin (Torrex Chiesi)
- Feldene  (Pfizer)
- Flamexin  (Chiesi Farmaceutici)
- Hotemin  (EGIS)
- Huma-pirocam  (TEVA)
- Pirorheum   (Sandoz)